# Tourfan
Cette page contient des caractères spéciaux ou non latins. S’ils s’affichent mal (▯, ?, etc.), consultez la page d’aide Unicode.
Tourfan (ouïgour : تۇرپان / Turpan; 吐魯番 ; pinyin : Tǔlǔfān) est une ville-oasis située dans la région autonome ouighoure du Xinjiang, en Chine.
Tourfan est depuis des siècles le centre d'une oasis fertile (production de raisins, entre autres) et une importante cité commerciale de la route de la soie.

## Géographie
La ville est située au nord de la dépression de Tourfan, dont le point le moins élevé (-154 m) est à 50 km. Cette dépression, longue de 240 km, est réputée pour être « la chambre des vents de la Chine » (des vents de force 8 à 12 soufflent plus de cent jours par an et détruisent les arbres, les récoltes et raclent les sols comme des socs).
La capitale régionale, Ürümqi, est à 200 km au nord-ouest de la ville, le désert du Taklamakan est à 320 km au sud-ouest.

## Climat
Le climat est de type continental sec. Les températures moyennes vont d'environ −11 °C pour le mois le plus froid à +27 °C pour le mois le plus chaud, et la pluviométrie y est de 35 mm.

## Population
Lors du recensement de 2000, les ethnies les plus représentées étaient les Ouïghours (70 %), les Hans (22 %) et les Huis (7 %).
La population totale du district était estimée à 241 776 habitants en 1999, et à environ 400 000 habitants, pour une population urbaine de 200 000 habitants, en 2003.

## Histoire

### Les différentes étapes du développement de Tourfan
- Jusqu'au Ve siècle, la capitale de la région était Jiaohe (Yarkhoto), à 16 km plus à l'ouest.
- La ville de Gaochang fut fondée au VIe siècle, à l'époque de la dynastie chinoise des Wei du Nord. Plus tard, lors de la grande dynastie chinoise des Tang, elle fut placée sous protectorat chinois appelé Xiyu, pour mieux contrôler la route de la soie. L'Empire tibétain en pleine expansion envahit la région entre le VIIe et VIIe siècles. Les Ouïghours prennent la défense de la dynastie Tang, puis chassés de leur territoire (actuelle Mongolie) par les Kirghiz, s'y installent au IXe siècle. Au XIIIe siècle ils s'allient à Gengis khan et sont intégrés à l'Empire Mongol, puis différents khanats mongols, jusque dans les années 1750, où, à la fin de la guerre Dzoungar-Qing, les Mandchous prennent le contrôle de la région et placent la culture ouïghoure sous leur protection. Elle est restée sous contrôle de l'État chinois depuis cette période.
- Elle est bouddhiste à l'époque de l'Empire Kouchan jusqu'à la dynastie Tang. Le Ouïghours fuyant le massacre du khaganat ouïghour, sur le territoire de l'actuelle Mongolie par les Kirghiz, s'y installent au XIVe siècle, amenant leurs religions le manichéisme et le nestorianisme. La région est islamisée à l'époque de Tamerlan, à la fin du XIVe siècle. La révolution chinoise de 1912, puis communiste de 1949 y apportent l'athéisme.
- Les relations avec la Chine connurent des périodes plus ou moins calmes, avec une rébellion importante contre la Chine mandchoue de la dynastie Qing en 1861.

### Positionnement sur la route de la soie
Tourfan était l'une des principales oasis qui jalonnaient la branche Nord de la route de la soie, qui allait de Merv à Dunhuang, en passant par Boukhara, Samarcande, Kachgar, Kucha, Tourfan, et Hami (l'oasis rivale). Elle portait, dit-on, le surnom de Brillante perle de la route de la soie.
 
À cette époque, les lieux où passait la route de la soie étaient la ville de Gaochang (située à 46 km au sud-est de Tourfan), et la ville-garnison de Jiaohe (à 10 km à l'ouest de Tourfan).

## Subdivisions administratives
La ville-préfecture de Tourfan exerce sa juridiction sur trois subdivisions - un district et deux xian :
- la district de Gaochang -  ;
- le xian de Piqan - 鄯善县 Shànshàn Xiàn ;
- le xian de Toksun - 托克逊县 Tuōkèxùn Xiàn.

## Culture

### Monuments et sites réputés

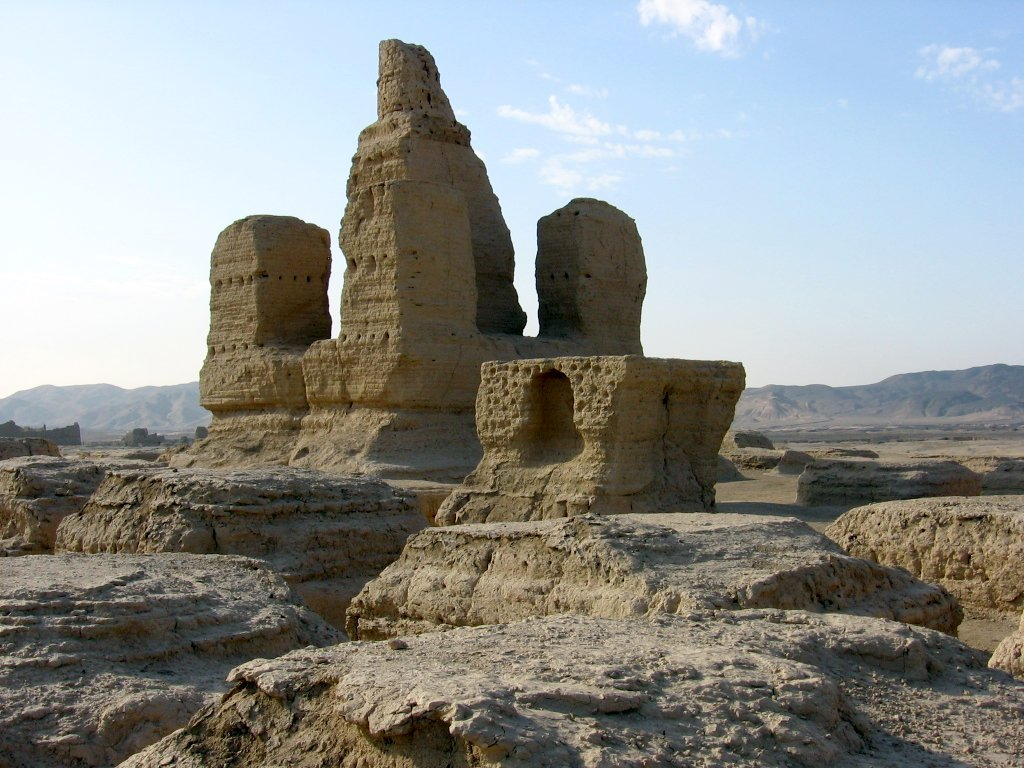
Les ruines de Jiaohe

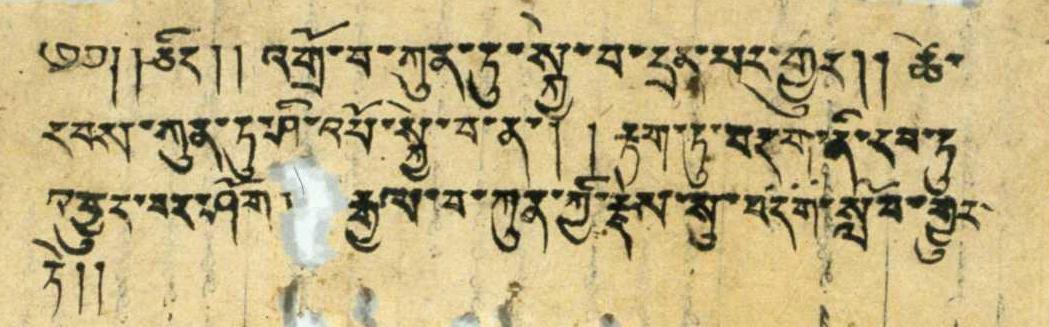
Fragment tibétain d'un texte bilingue (tibétain / mongol) trouvé à Turfan. Dimensions approximatives 15 x 4.5 cm. Époque Tang (618-907). Musée régional du Xinjiang (?), Ürümqi

- Les ruines de Jiaohe : ancienne citadelle protégeant la région à l'époque des Tang (VIIe au Xe siècle), elle fut peu à peu abandonnée après la dynastie Yuan, vers le XIVe siècle. Construite en pisé, elle est aujourd'hui très endommagée ; elle comptait parmi ses principaux monuments plusieurs monastères bouddhistes, une pagode, un groupe de 101 stupas...
- Les grottes des mille Bouddhas de Bezeklik, très endommagées par les prélèvements sauvages effectués par certains archéologues occidentaux.
- Les ruines de Gaochang. Cette ville, où se trouvait une importante communauté manichéenne ouïghoure au VIIIe siècle après Jésus-Christ, a été très largement détruite après l'islamisation de la région par les Mongols.
- Les tombes d'Astana, ancien cimetière de la ville de Gaochang. C'est là qu'étaient enterrés les morts des familles régnantes de Gaochang.
- Les puits karez : ce système de canaux d'irrigation souterrains, alimentés par des puits, comprend un total de 1 600 kilomètres de tunnels dans le district de Tourfan. Il était indispensable à l'irrigation, partant, à la survie de la région. Ce système est d'origine persane (et non chinoise), directement comparable aux qanat que l'on voit en Iran.
- Le minaret d'Emin, situé à deux kilomètres à l'Est de la ville. Il fut construit de 1777 à 1778 par Emin Khoja, le souverain de Turfan. C'est une tour circulaire de 44 mètres de haut. Le palais de ce même Emin Khoja se trouve tout près de là.
- Les Monts Flamboyants : ces montagnes de grès, qui réfléchissent une intense chaleur, sont célèbres en Chine depuis qu'elles ont été décrites dans le fameux roman Le Voyage en Occident, racontant les aventures du moine bouddhiste Xuanzang et de l'imaginaire Roi des Singes, Sun Wukong. Les courageux voyageurs essayèrent de traverser ce flamboiement, mais ne purent y arriver que grâce à une pluie magique. Hélas, Sun Wukong s'y brûla la queue, et c'est depuis ce temps-là, dit-on, que les singes ont le derrière rouge[6].
- Le musée de Tourfan, important musée régional.
- Le Junwangfu de Tourfan (吐鲁番郡王府), château datant du XVIIIe siècle, d'où était administré la préfecture de Tourfan sous la dynastie Qing[7].

### Vestiges conservés à l'étranger
C'est à proximité de Tourfan, sur le site de Qoco (ou Qotcho, en chinois Gaochang), ancienne capitale de l'ancien Royaume ouïghour de Qocho (843 — ~1352), qu'a été découverte une magnifique enluminure aux musiciens manichéens, aujourd'hui au Musée d'art indien (Museum für indische Kunst) de Berlin.
La région de Tourfan fut en effet l'objet de prélèvements très importants d'œuvres d'art au tout début du XXe siècle, de la part des Allemands surtout, avec Albert von Le Coq en 1902 et 1903, ainsi qu'Albert Grünwedel, mais aussi des Britanniques, avec Aurel Stein en 1915, qui découvrit le site d'Astana.
Les peintures bouddhistes des grottes de Bezeklik, emmenées dans le musée ethnographique de Berlin,  par les Allemands, ont été à peu près totalement détruites lors des bombardements de la Seconde Guerre Mondiale. Ce qu'il en restait sur place a été détruit plus tard par les Gardes Rouges de Mao et les habitants de la région ont aussi vandalisé le site en y prélevant des matériaux pour leurs constructions.
Quant aux collections rapportées d'Asie Centrale par Sir Aurel Stein, elles ont été divisées entre le British Museum à Londres, la British Library, le Musée de Shrinagar, et le Musée National de Delhi.

## Galerie d'images

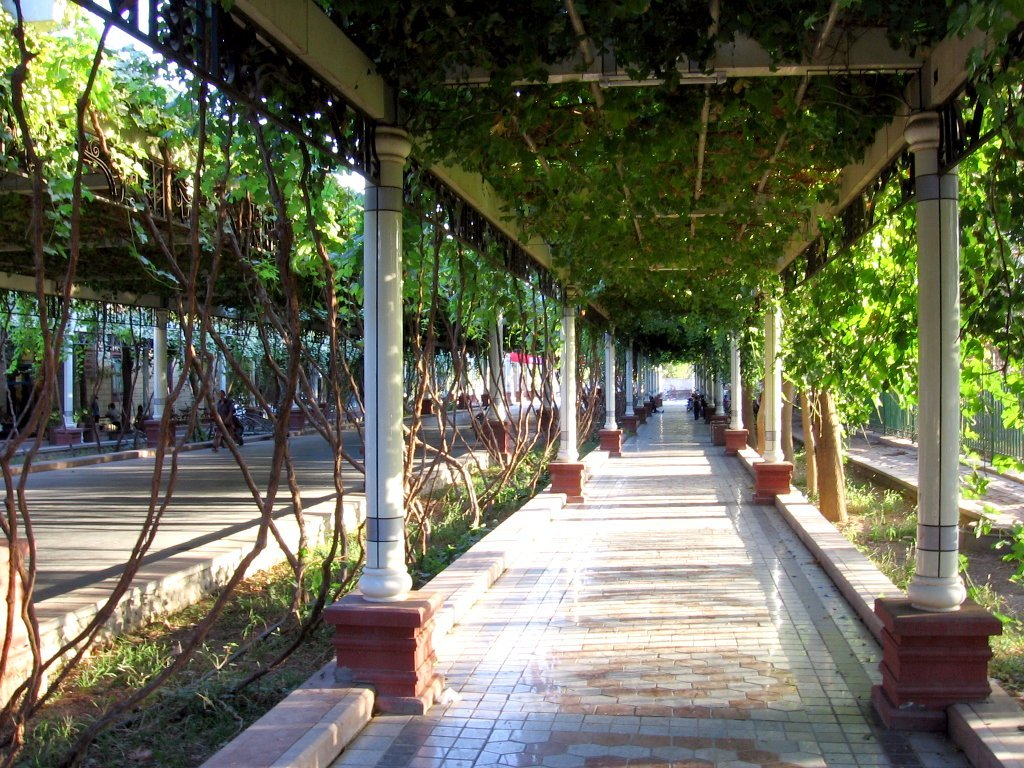
Une rue de Tourfan
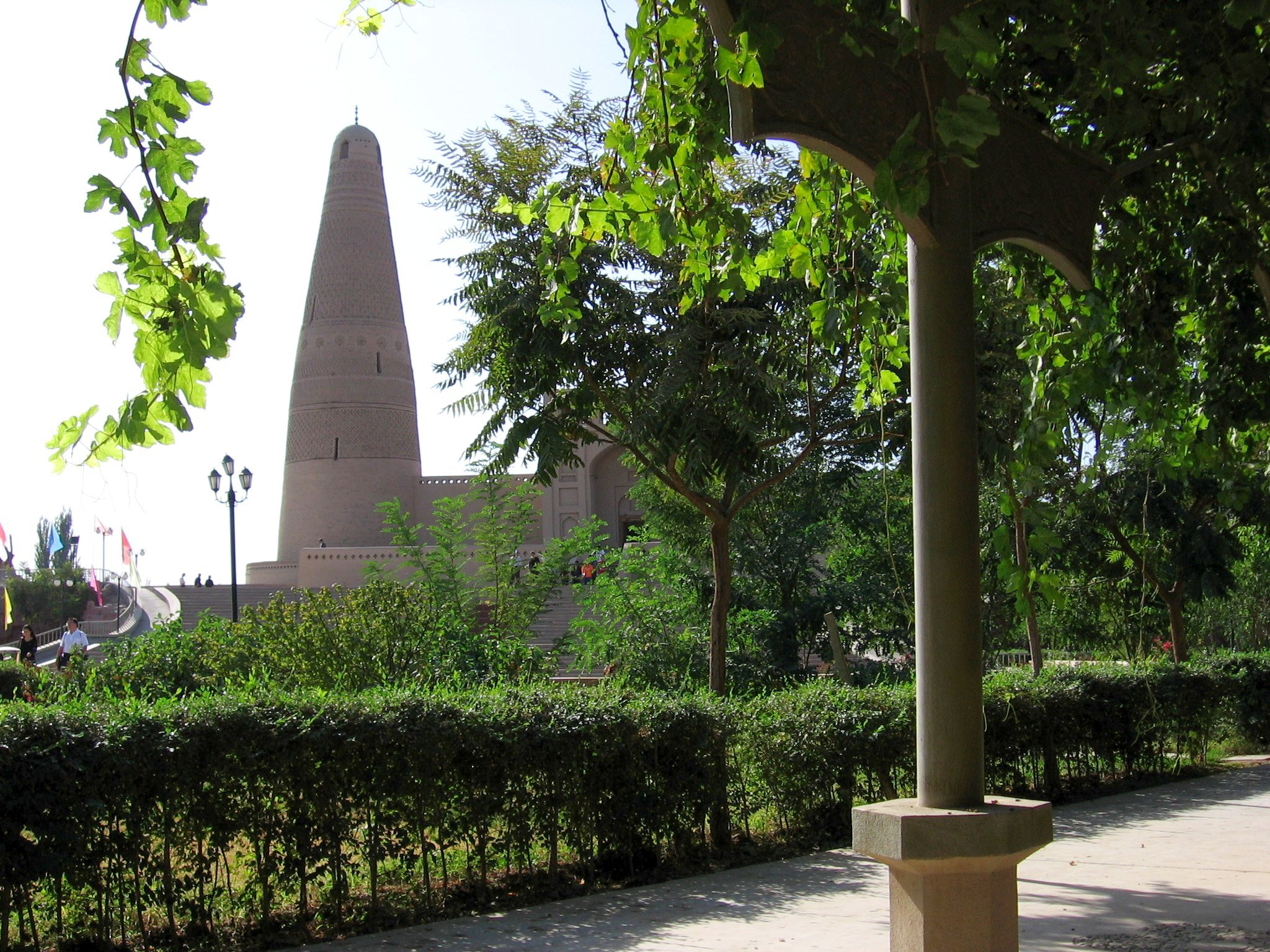
Le minaret de la mosquée d'Emin
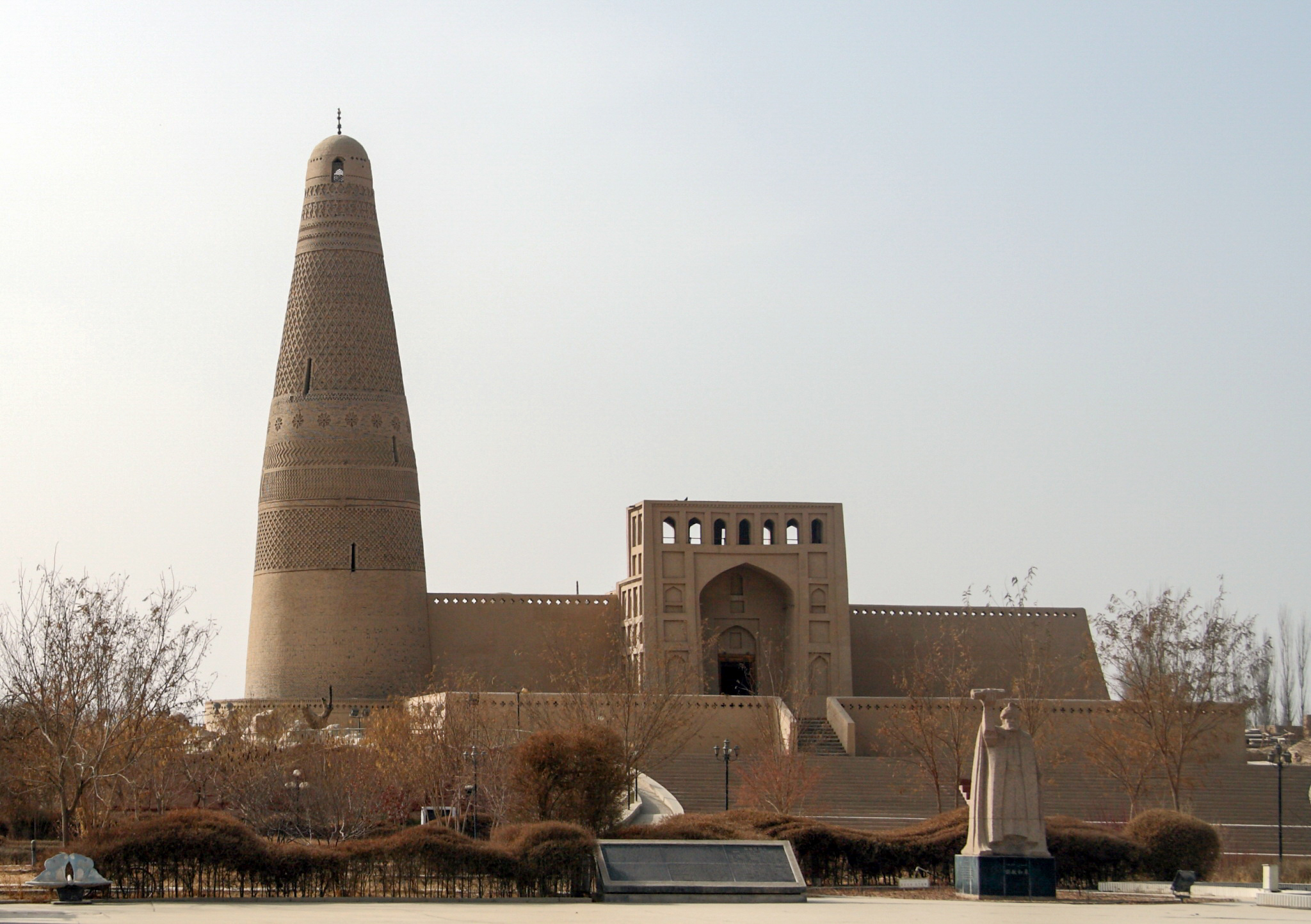
Vue latérale de la mosquée Emin (Su Gong]
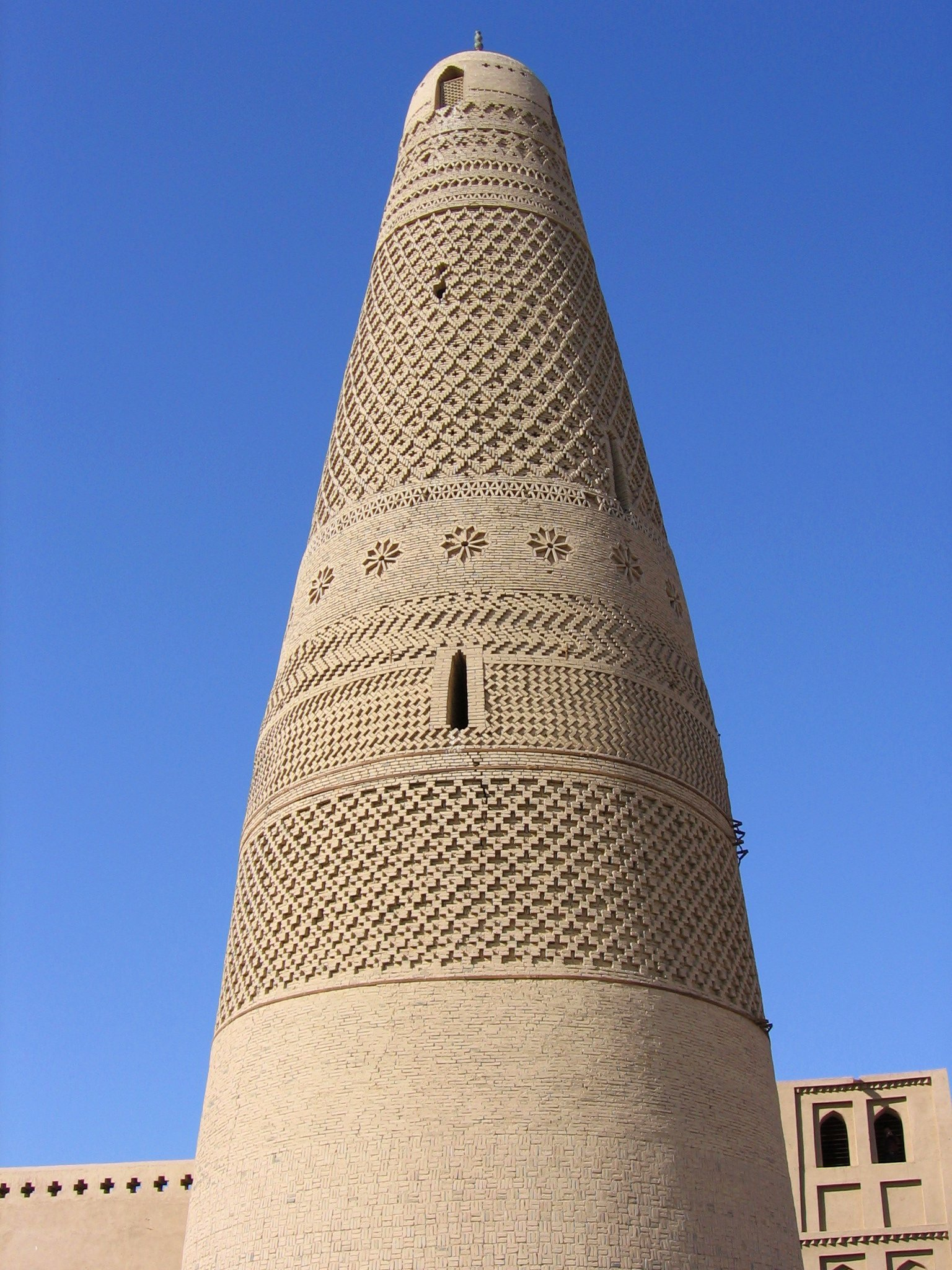
Le minaret, vue rapprochée.